# Campeonato Mundial de Curling Masculino de 2017
El XLIX Campeonato Mundial de Curling Masculino se celebró en Edmonton (Canadá) entre el 1 y el 9 de abril de 2017 bajo la organización de la Federación Mundial de Curling (WCF) y la Federación Canadiense de Curling.
Las competiciones se realizaron en el Northlands Coliseum de la ciudad canadiense.

## Tabla de posiciones
| Pos | Equipo         | G  | P  | G–P |
| --- | -------------- | -- | -- | --- |
| 1   | Canadá         | 11 | 0  | –   |
| 2   | Suecia         | 9  | 2  | –   |
| 3   | Suiza          | 8  | 3  | 1–0 |
| 4   | Estados Unidos | 8  | 3  | 0–1 |
| 5   | China          | 6  | 5  | 1–0 |
| 6   | Escocia        | 6  | 5  | 0–1 |
| 7   | Japón          | 5  | 6  | 1–0 |
| 8   | Noruega        | 5  | 6  | 0–1 |
| 9   | Italia         | 4  | 7  | –   |
| 10  | Alemania       | 3  | 8  | –   |
| 11  | Países Bajos   | 1  | 10 | –   |
| 12  | Rusia          | 0  | 11 | –   |

## Cuadro final
|  | Clasif. a semifinal | Clasif. a semifinal | Clasif. a semifinal |  |  | Semifinal | Semifinal |  |              | Final          | Final |
|  |                     |                     |                     |  |  |           |           |  |              |                |       |
|  | 1                   | Canadá              | 7                   |  |  |           |           |  |              |                |       |
|  | 2                   | Suecia              | 4                   |  |  |           |           |  |              | Canadá         | 4     |
|  |                     |                     |                     |  |  | Suecia    | 6         |  | Suecia       | 2              |       |
|  |                     | Suiza               | 5                   |  |  |           |           |  |              |                |       |
|  | 3                   | Suiza               | 11                  |  |  |           |           |  | Tercer lugar | Tercer lugar   |       |
|  | 4                   | Estados Unidos      | 4                   |  |  |           |           |  |              |                |       |
|  |                     |                     |                     |  |  |           |           |  |              | Suiza          | 7     |
|  |                     |                     |                     |  |  |           |           |  |              | Estados Unidos | 5     |

## Medallistas
| Evento    | Oro                                                                                    | Plata                                                                                     | Bronce                                                                                 |
| --------- | -------------------------------------------------------------------------------------- | ----------------------------------------------------------------------------------------- | -------------------------------------------------------------------------------------- |
| Masculino | Canadá · Bradley Gushue · Mark Nichols · Brett Gallant · Geoff Walker · Thomas Sallows | Suecia · Niklas Edin · Oskar Eriksson · Rasmus Wranå · Christoffer Sundgren · Henrik Leek | Suiza · Benoît Schwarz · Claudio Pätz · Peter de Cruz · Valentin Tanner · Romano Meier |